# Skisprung-Weltcup in Engelberg
Koordinaten: 46° 48′ 53″ N, 8° 24′ 15″ O; CH1903: 673687 / 185294
Der Skisprung-Weltcup in Engelberg gehört seit der Saison 1979/80 zum Skisprung-Weltcup. Er wird vom Internationalen Ski-Verband (FIS) und der Engelberg-Titlis Veranstaltungs GmbH veranstaltet. Die Wettbewerbe finden auf der HS 140 Gross-Titlis-Schanze statt und die Naturschanze findet sich fünf Gehminuten vom Dorfzentrum entfernt am Fuße des Titlis. Kurz nach Weihnachten findet an gleicher Stelle das Continental-Cup-Springen statt.

## Geschichte
Von 1951 bis 1991 wurde die Springertournee des Schweizerischen Skiverbandes (SSV) durchgeführt. Als der Internationale Ski-Verband ab 1980 für den Skisprungort Engelberg in den Weltcup einführte, zählten die im Rahmen der SSV-Springertournee durchgeführten Wettkämpfe in St. Moritz, Gstaad und Engelberg auch zum Weltcup dazu. 1984 gab es keinen Weltcup, denn da wurde in Engelberg die Mannschaftsweltmeisterschaft ausgetragen. Ab 1986 wurde die SSV-Springertournee nur noch alle zwei Jahre ausgetragen. Nach 1991 war es aus mit der SSV-Springertournee. Ab der Saison 1994/95 werden an zwei Tagen jeweils ein Springen ausgetragen.
2000 mussten die zwei geplanten Weltcupspringen wegen Schneemangels abgesagt werden. 2003 musste der Wettkampf am Sonntag und 2005 am Samstag wegen zu starken Schneefalls abgebrochen werden. In den Jahren 2009 und 2010 fragte der Internationale Skiverband an, ob Engelberg einen zusätzlichen Wettkampf übernehmen könne, weil in Harrachov kein Schnee zum Springen da war und es wegen der zu hohen Temperaturen nicht möglich war, maschinell erzeugten Schnee zu produzieren. Engelberg war dazu bereit und so fanden am Wochenende drei Springen statt. Die FIS entscheidet jährlich auf der Kalenderkonferenz, wann der Weltcup ausgetragen wird. Die Naturschanze wurde zwischen dem 30. März und Oktober 2016 umgebaut und bei hat installiert man eine neue Flutlichtanlage, sodass man nach dem Umbau auch Nachtspringen veranstalten kann. Am 17. November 2016 gab das erste Nachtspringen. Seit 2000 wird der Weltcup immer im Dezember ausgetragen, und weil die Größe der Schanze wie bei der Vierschanzentournee ähnlich ist, ist es der letzte große Test.
Am 15. Dezember 2023 fand erstmals ein Weltcup-Skispringen der Frauen auf der Schanze statt. Premierensiegerin wurde Joséphine Pagnier.

## Ergebnisse
| Auflage | Saison  | Sieger                                                                               | Zweiter                                                    | Dritter                                                    |
| ------- | ------- | ------------------------------------------------------------------------------------ | ---------------------------------------------------------- | ---------------------------------------------------------- |
| 01      | 1979/80 | Toni Innauer                                                                         | Johan Sætre                                                | Hansjörg Sumi                                              |
| 02      | 1980/81 | Per Bergerud                                                                         | Armin Kogler                                               | Pentti Kokkonen                                            |
| 03      | 1981/82 | Klaus Ostwald                                                                        | Massimo Rigoni                                             | Armin Kogler                                               |
| 04      | 1982/83 | Per Bergerud                                                                         | Jeff Hastings                                              | Stefan Stannarius                                          |
| 05      | 1984/85 | Jens Weißflog                                                                        | Ernst Vettori                                              | Ladislav Dluhoš                                            |
| 06      | 1985/86 | Andreas Felder                                                                       | Matti Nykänen                                              | Vegard Opaas                                               |
| 07      | 1987/88 | Jens Weißflog                                                                        | Matti Nykänen                                              | Andreas Felder                                             |
| 08      | 1989/90 | Franci Petek                                                                         | Ari-Pekka Nikkola                                          | Andreas Felder                                             |
| 09      | 1991/92 | Andreas Felder                                                                       | Stephan Zünd                                               | Werner Rathmayr                                            |
| 10      | 1993/94 | Janne Ahonen                                                                         | Sylvain Freiholz                                           | Bjørn Myrbakken                                            |
| 11      | 1994/95 | Roberto Cecon                                                                        | Janne Ahonen                                               | Jani Soininen                                              |
| 11      | 1994/95 | Roberto Cecon                                                                        | Andreas Goldberger                                         | Janne Ahonen                                               |
| 12      | 1995/96 | Jani Soininen                                                                        | Jin’ya Nishikata                                           | Andreas Goldberger                                         |
| 12      | 1995/96 | Andreas Goldberger                                                                   | Reinhard Schwarzenberger                                   | Espen Bredesen                                             |
| 13      | 1996/97 | Primož Peterka                                                                       | Dieter Thoma                                               | Adam Małysz                                                |
| 13      | 1996/97 | Primož Peterka                                                                       | Janne Ahonen                                               | Jani Soininen                                              |
| 14      | 1998/99 | Janne Ahonen                                                                         | Kazuyoshi Funaki                                           | Martin Schmitt                                             |
| 14      | 1998/99 | Kazuyoshi Funaki                                                                     | Andreas Widhölzl                                           | Noriaki Kasai                                              |
| 15      | 1999/00 | Martin Schmitt                                                                       | Janne Ahonen                                               | Andreas Widhölzl                                           |
| 15      | 1999/00 | Martin Schmitt                                                                       | Sven Hannawald                                             | Janne Ahonen                                               |
| 16      | 2000/01 | Wegen Schneemangels wurde der Wettkampf abgesagt.                                    | Wegen Schneemangels wurde der Wettkampf abgesagt.          | Wegen Schneemangels wurde der Wettkampf abgesagt.          |
| 16      | 2000/01 | Wegen Schneemangels wurde der Wettkampf abgesagt.                                    |                                                            |                                                            |
| 17      | 2001/02 | Stephan Hocke                                                                        | Sven Hannawald                                             | Matti Hautamäki                                            |
| 17      | 2001/02 | Adam Małysz                                                                          | Simon Ammann                                               | Martin Koch                                                |
| 18      | 2002/03 | Janne Ahonen                                                                         | Mathias Hafele                                             | Sven Hannawald                                             |
| 18      | 2002/03 | Sven Hannawald                                                                       | Andreas Widhölzl                                           | Andreas Goldberger                                         |
| 19      | 2003/04 | Roar Ljøkelsøy                                                                       | Janne Ahonen                                               | Martin Höllwarth                                           |
| 19      | 2003/04 | Wegen starken Schneefalls wurde der Wettkampf abgebrochen.                           |                                                            |                                                            |
| 20      | 2004/05 | Janne Ahonen                                                                         | Thomas Morgenstern                                         | Jakub Janda                                                |
| 20      | 2004/05 | Janne Ahonen                                                                         | Jakub Janda                                                | Martin Höllwarth                                           |
| 21      | 2005/06 | Wegen starken Schneefalls wurde der Wettkampf abgebrochen.                           | Wegen starken Schneefalls wurde der Wettkampf abgebrochen. | Wegen starken Schneefalls wurde der Wettkampf abgebrochen. |
| 21      | 2005/06 | Jakub Janda                                                                          | Michael Uhrmann                                            | Andreas Kofler                                             |
| 22      | 2006/07 | Gregor Schlierenzauer                                                                | Anders Jacobsen                                            | Adam Małysz                                                |
| 22      | 2006/07 | Anders Jacobsen                                                                      | Simon Ammann                                               | Gregor Schlierenzauer                                      |
| 23      | 2007/08 | Thomas Morgenstern                                                                   | Andreas Kofler                                             | Tom Hilde                                                  |
| 23      | 2007/08 | Andreas Küttel                                                                       | Gregor Schlierenzauer                                      | Thomas Morgenstern                                         |
| 24      | 2008/09 | Simon Ammann                                                                         | Wolfgang Loitzl                                            | Gregor Schlierenzauer                                      |
| 24      | 2008/09 | Gregor Schlierenzauer                                                                | Wolfgang Loitzl                                            | Simon Ammann                                               |
| 25      | 2009/10 | Simon Ammann                                                                         | Gregor Schlierenzauer                                      | Thomas Morgenstern                                         |
| 25      | 2009/10 | Gregor Schlierenzauer                                                                | Simon Ammann                                               | Andreas Kofler                                             |
| 25      | 2009/10 | Simon Ammann                                                                         | Bjørn Einar Romøren                                        | Daiki Itō                                                  |
| 25      | 2010/11 | Thomas Morgenstern                                                                   | Andreas Kofler                                             | Wolfgang Loitzl                                            |
| 25      | 2010/11 | Thomas Morgenstern                                                                   | Adam Małysz                                                | Matti Hautamäki                                            |
| 25      | 2010/11 | Andreas Kofler                                                                       | Thomas Morgenstern                                         | Adam Małysz                                                |
| 26      | 2011/12 | Anders Bardal                                                                        | Martin Koch                                                | Thomas Morgenstern                                         |
| 26      | 2011/12 | Andreas Kofler                                                                       | Kamil Stoch                                                | Anders Bardal                                              |
| 27      | 2012/13 | Andreas Kofler                                                                       | Kamil Stoch                                                | Gregor Schlierenzauer                                      |
| 27      | 2012/13 | Gregor Schlierenzauer                                                                | Andreas Kofler                                             | Andreas Wellinger                                          |
| 28      | 2013/14 | Jan Ziobro                                                                           | Kamil Stoch                                                | Anders Bardal                                              |
| 28      | 2013/14 | Kamil Stoch                                                                          | Andreas Wellinger                                          | Jan Ziobro                                                 |
| 29      | 2014/15 | Richard Freitag                                                                      | Roman Koudelka                                             | Michael Hayböck Jernej Damjan                              |
| 29      | 2014/15 | Roman Koudelka                                                                       | Simon Ammann                                               | Michael Hayböck                                            |
| 30      | 2015/16 | Peter Prevc                                                                          | Domen Prevc                                                | Noriaki Kasai                                              |
| 30      | 2015/16 | Peter Prevc                                                                          | Michael Hayböck                                            | Kenneth Gangnes                                            |
| 31      | 2016/17 | Michael Hayböck                                                                      | Domen Prevc                                                | Andreas Kofler                                             |
| 31      | 2016/17 | Domen Prevc                                                                          | Kamil Stoch                                                | Stefan Kraft                                               |
| 32      | 2017/18 | Anders Fannemel                                                                      | Richard Freitag                                            | Kamil Stoch                                                |
| 32      | 2017/18 | Richard Freitag                                                                      | Kamil Stoch                                                | Stefan Kraft                                               |
| 33      | 2018/19 | Karl Geiger                                                                          | Piotr Żyła                                                 | Daniel Huber                                               |
| 33      | 2018/19 | Ryōyū Kobayashi                                                                      | Piotr Żyła                                                 | Kamil Stoch                                                |
| 34      | 2019/20 | Kamil Stoch                                                                          | Stefan Kraft                                               | Karl Geiger                                                |
| 34      | 2019/20 | Ryōyū Kobayashi                                                                      | Peter Prevc                                                | Jan Hörl                                                   |
| 35      | 2020/21 | Halvor Egner Granerud                                                                | Kamil Stoch                                                | Anže Lanišek                                               |
| 35      | 2020/21 | Halvor Egner Granerud                                                                | Markus Eisenbichler                                        | Piotr Żyła                                                 |
| 36      | 2021/22 | Karl Geiger                                                                          | Ryōyū Kobayashi                                            | Timi Zajc                                                  |
| 36      | 2021/22 | Ryōyū Kobayashi                                                                      | Karl Geiger                                                | Marius Lindvik                                             |
| 37      | 2022/23 | Anže Lanišek                                                                         | Dawid Kubacki                                              | Piotr Żyła                                                 |
| 37      | 2022/23 | Dawid Kubacki                                                                        | Manuel Fettner                                             | Anže Lanišek                                               |
| 38      | 2023/24 | Joséphine Pagnier                                                                    | Alexandria Loutitt                                         | Ema Klinec                                                 |
| 38      | 2023/24 | Nika Prevc                                                                           | Ema Klinec                                                 | Eirin Maria Kvandal                                        |
| 38      | 2023/24 | Pius Paschke                                                                         | Marius Lindvik                                             | Stefan Kraft                                               |
| 38      | 2023/24 | Stefan Kraft                                                                         | Jan Hörl                                                   | Pius Paschke                                               |
| 39      | 2024/25 | Nika Prevc                                                                           | Katharina Schmid                                           | Thea Minyan Bjørseth                                       |
| 39      | 2024/25 | Jan Hörl                                                                             | Daniel Tschofenig                                          | Gregor Deschwanden                                         |
| 39      | 2024/25 | Wegen starken Schneefalls wurde der Damen-Wettkampf im ersten Durchgang abgebrochen. |                                                            |                                                            |
| 39      | 2024/25 | Daniel Tschofenig                                                                    | Jan Hörl                                                   | Stefan Kraft                                               |